# Dave Farrell
David Michael "Dave" Farrell, também conhecido como Phoenix ("Fênix", do inglês americano), (Plymouth, 8 de Fevereiro de 1977), é o baixista da banda americana de rock, Linkin Park.

## Biografia
Farrell nasceu em Massachusetts mas depois mudou-se para Mission Viejo, Califórnia quando tinha cinco anos. Ele estudou na Mission Viejo High School. Ele também se formou pela Universidade da Califórnia, Los Angeles, em 1999. Baixo, guitarra, cello e violino são os instrumentos que ele toca.
Farrell era membro da banda Christian ska, e conhecido como Tasty Snax. Na época em que fazia faculdade, ele ensaiava com Brad Delson em seu quarto. Porém, como ele tinha que tocar e viajar com o Tasty Snax, ele não podia tocar com Delson e sua banda, que mais tarde se tornou o Linkin Park. Depois de mudar seu nome para Snax, Farrell começou a tocar baixo na banda antes de sair mais uma vez para se juntar de vez ao Linkin Park como baixista. Seu companheiro de banda Mark Fiore virou videógrafo do Linkin Park.  
Farrell citou como algumas de suas influências sua mãe e seu irmão, Joe, assim como Weezer, Beatles, os Deftones, John Deacon, The Roots, Bob Marley, Sarah McLachlan, Hughes & Wagner e Harrod & Funck.

## Curiosidades
- Depois da turnê com a banda “The Snax”, Phoenix voltou a tempo de gravar Crawling;
- Mark Fiore da banda “The Snax” aparece no DVD “Frat Party at the Pankake Festival”;
- A banda “The Snax” se chamava “Tasty Snax”;
- Ele também é responsável por algumas das letras do álbum Hybrid Theory;
- Cresceu em Massachusetts, mas depois se mudou para Mission Viejo, Califórnia, e atualmente vive em Los Angeles;
- Sabe tocar violino e violoncelo, que podem ser ouvidos na música Krwlng do Reanimation;
- O público cantou "Parabéns pra você" para Phoenix, no concerto de Minneapolis, em 8 de Fevereiro de 2001;
- Sua experiência mais humilhante foi quando ele escorregou e caiu na frente de todo mundo;
- Uma de suas inspirações é seu irmão mais velho, Joe;
- No colégio começou a tocar guitarra, mas como todos que conhecia já tocavam, resolveu mudar para baixo;
- Se casou com Lindsey em 28 de Dezembro de 2002;

## Discografia
Com Linkin Park
- Hybrid Theory (2000)
- Meteora (2003)
- Minutes to Midnight (2007)
- A Thousand Suns (2010)
- Living Things (2012)
- The Hunting Party (2014)
- One More Light (2017)

Com Tasty Snax
- Run Joseph Run (1998)
- Snax (2000)